# Resolució 66 del Consell de Seguretat de les Nacions Unides
La Resolució 66 del Consell de Seguretat de les Nacions Unides, aprovada el 29 de desembre de 1948, en resposta a un informe del Mediador interí sobre les hostilitats que esclataven al sud de Palestina el 22 de desembre malgrat les crides de l'ONU per un alto el foc, el Consell va exigir la immediata implementació de la Resolució 61 del Consell de Seguretat de les Nacions Unides. La resolució ordena al mediador actiu que faciliti la supervisió completa de la treva pels observadors de l'ONU. La resolució també instrueix al comitè designat a la resolució 61 del Consell de Seguretat de les Nacions Unides per reunir-se el dia 7 de gener a Lake Success, Nova York, per considerar la situació al sud de Palestina i informar al Consell sobre el grau en què els governs han complert o no amb les resolucions 61 i 62 del SCNU. La Resolució també va convidar a Cuba i Noruega a reemplaçar els dos membres que es van retirar del comitè (Bèlgica i Colòmbia) l'1 de gener.
La resolució va ser aprovada per vuit vots a cap; La República Socialista Soviètica d'Ucraïna, Estats Units i Unió Soviètica es van abstenir.